# Суньига (род)
Су́ньига (исп. Zúñiga) — один из знатнейших родов Испании, считавший своим прямым предком по мужской линии младшего сына наваррского короля Фортуна Гарсеса. В XI—XIII и XIV—XVIII веках род владел одноимённой сеньорией в Наварре. До переезда баронов из Наварры в Кастилию в середине XIII века их имя произносилось на баскский лад — Эстунига (исп. Estuniga). В 1520 году Карлос I включил Суньига в число изначальных грандов Испании. Дону Диего де Суньиго посвятил Сервантес роман «Дон Кихот».
Особенность рода Суньига состояла в том, что в XVI веке фамилия передавалась не только по мужской, но и (в отсутствие наследников мужского пола) по женской линии. Поколенная роспись Суньига прослеживается с начала XIV века, когда в их роде сделалась наследственной должность коннетабля Кастилии. В конце века им принадлежали сеньории Суньига и Мендавиа в Наварре и сеньории Баньярес и Фриас в Кастилии. Последнюю они выменяли в 1396 году на Бехар, важный стратегический пункт в Эстремадуре.
Диего, 12-й сеньор де Суньига (ум. 1417) имел четверых сыновей. Из них третий сын Иньиго стал родоначальником графов Ньева, а четвёртый — графов Монтеррей (см. ниже). Старшим же из сыновей Диего и его главным наследником был Педро Старый (ум. 1454), граф Ледесма и Трухильо. В 1442 году он прибавил к своим владениям Пласенсию. От его старшего сына происходят герцоги Бехар и Пласенсия, а от младшего — графы Миранда и герцоги Пеньяранда. Дольше других линий просуществовала старшая, герцогская, но и она угасла в 1777 году.

## Герцоги Бехар и Пласенсия

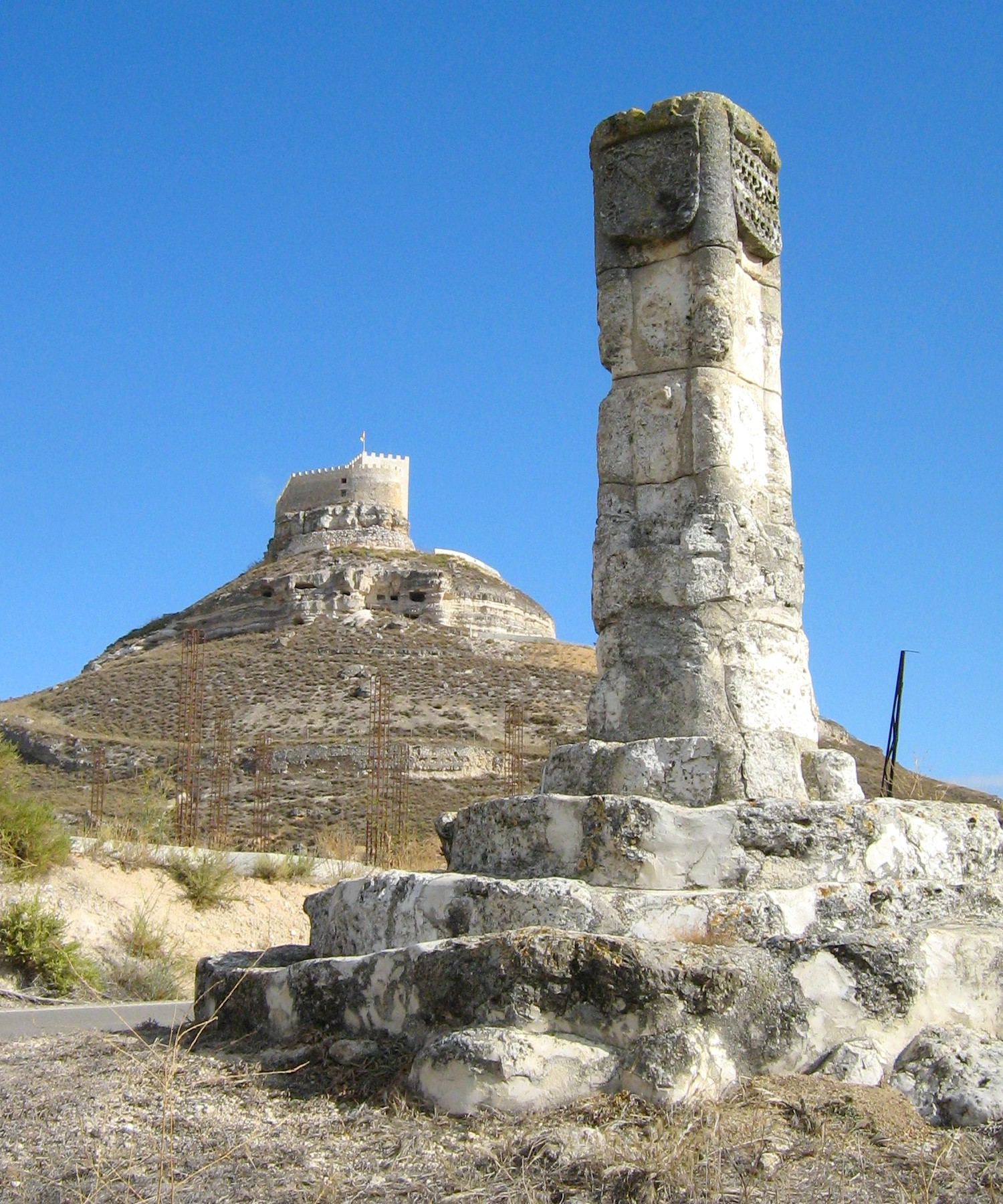
Древний судебный столб с гербом Суньига

Старшим сыном Педро Старого и Исабель де Гусман (в чьих жилах текла кровь португальских королевских бастардов) был Альваро де Суньига (ум. 1488), коннетабль Кастилии. Он взял в жёны Леонор Манрике де Лара, внучку Фадрике Кастильского, герцога Бенавенте — внебрачного сына короля Энрике II. Родство с королевским домом позволило ему получить в 1469 г. титул герцога Аревало, который через 11 лет был заменён титулом герцога де Пласенсия. В 1485 г. он был удостоен также титула герцога де Бехар.
В роду Суньига были распространены браки между дядями и племянницами. Так, первый герцог Бехарский, овдовев, взял в жёны собственную племянницу, Леонор Пиментель, а их дочь Мария сочеталась браком с родным племянником, вторым герцогом Бехарским. Старший сын 1-го герцога умер раньше отца, оставив несколько детей от брака с дочерью 1-го герцога Медина-Сидония. Альваро де Суньига решил передать свои титулы старшему из них, именем также Альваро.
Его дети от второго брака пытались оспорить последнюю волю отца, но безуспешно.
К числу самых заметных потомков 1-го герцога Бехар в мужском колене принадлежат следующие:
- Хуан де Суньига-и-Пиментель (1459—1504), сын 1-го герцога Бехар; последний великий магистр ордена Алькантара; после перехода руководства орденом к королю назначен архиепископом Севильским и примасом Испании. Его сестра Исабель была замужем за 2-м герцогом Альбой.
- Педро де Суньига, внебрачный сын 2-го герцога Бехар, узаконен Карлосом I с присвоением титула маркиза Агилафуэнте, родоначальник линии маркизов Агилафуэнте, которая продолжалась до XVIII века.
- Франсиско де Суньига, маркиз Айямонте (ум. 1525), младший брат 2-го герцога Бехар, внук 1-го герцога; женат на Леонор Манрике де Лара, дочери 1-го герцога Нахера. Его сестра Леонор была замужем за 3-м герцогом Медина-Сидония. Другая сестра была матерью Луиса де Авила-и-Суньига, известного дипломата и историка.
- Тереза де Суньига и Манрике де Кастро, 3-я герцогиня Бехар (ум. 1565), дочь и единственная наследница предыдущего; муж — Франсиско де Сотомайор, 5-й граф де Белалькасар, сын 4-го графа Белалькасар и Изабеллы де Браганса.

### Дом Суньига-Белалькасар

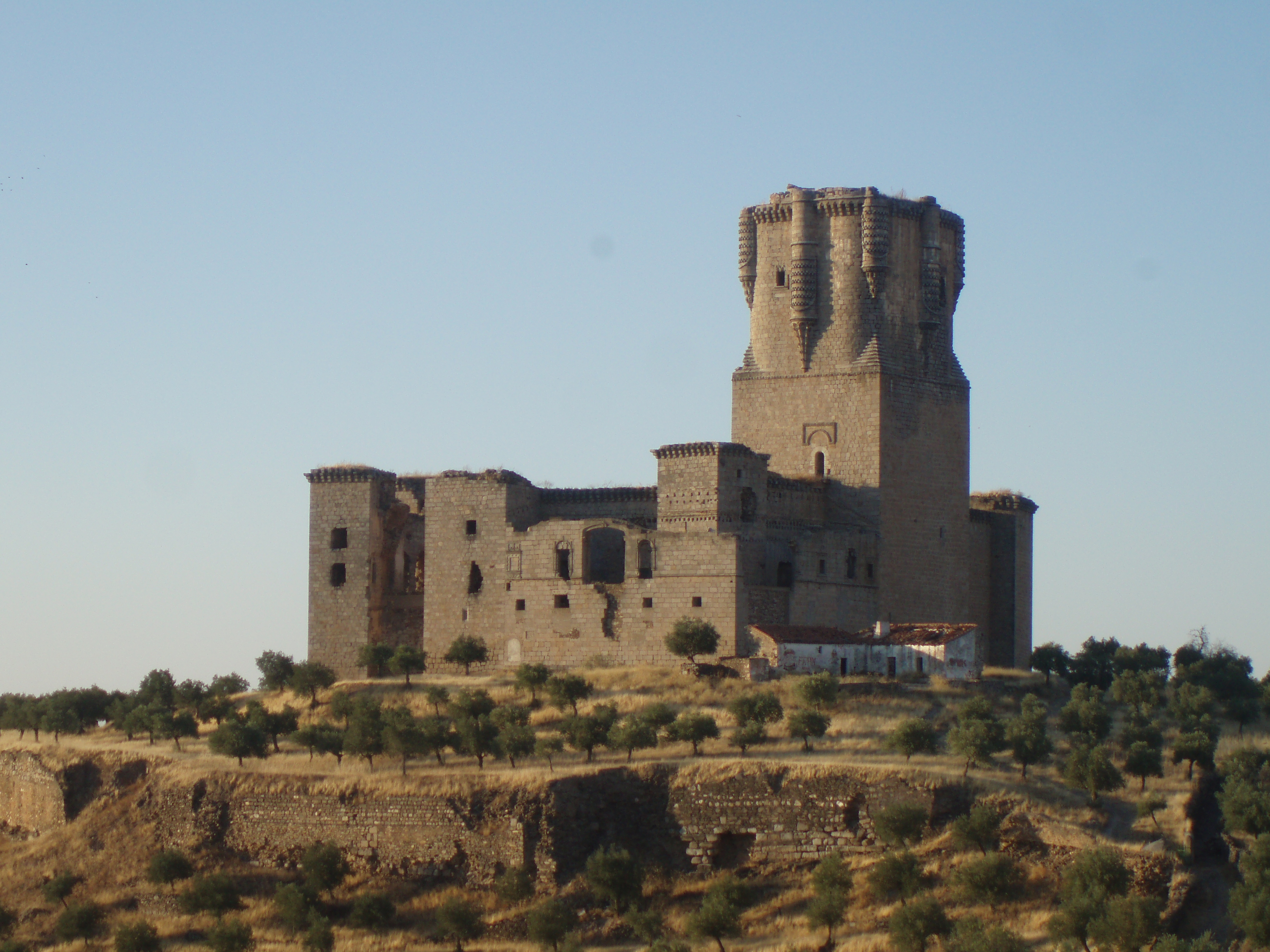
Замок Белалькасар — фамильное гнездо рода Сотомайоров

Условиями брачного контракта герцогини де Бехар и графа де Белалькасара было оговорено, что их потомки будут носить фамилию Суньига вместо Сотомайор, продолжив таким образом историю великого дома. 5-й граф де Белалькасар и сам происходил от 1-го герцога Бехар через его дочь Эльвиру, которая состояла в браке с 1-м графом Белалькасар, сыном могущественного магистра ордена Алькантара. Их сын 3-й граф пополнил имения за счёт брака с племянницей королевы Хуаны Энрикес. В этом браке родился 4-й граф Белалькасар, зять Альваро де Браганса, прямого потомка португальских королей и родоначальника португальских герцогов Кадавалей.
Терезе де Суньиге наследовал её с графом Белалькасаром сын — 4-й герцог Бехар и Пласенсия, 3-й маркиз де Гибралеон, 6-й граф Белалькасар (ум. 1591). Его женой была дочь герцога дель Инфантадо. Происходивший от этого союза через ряд поколений 9-й герцог Бехар (ум. 1660) имел следующих детей и наследников:
- Бальтасар де Суньига, 1-й герцог Арион (1658—1727), председатель Совета Индий, вице-король Новой Испании (1716-22); в честь его рода был наречён основанный в период его губернаторства город Бехар в Техасе (ныне — Сан-Антонио). Холост.
- Мануэль Диего де Суньига, 10-й герцог Бехар, погиб в 30 лет под стенами Буды; женат на дочери Педро Антонио Фернандеса де Кастро и Анны Франсиски де Борха-и-Дориа.
- Мануэла де Суньига, 2-я герцогиня Арион, сестра двоих предыдущих, в браке с 9-м герцогом Бенавенте. Её дочь Мария Пиментель сочеталась браком со своим двоюродным братом, 11-м герцогом Бехар.

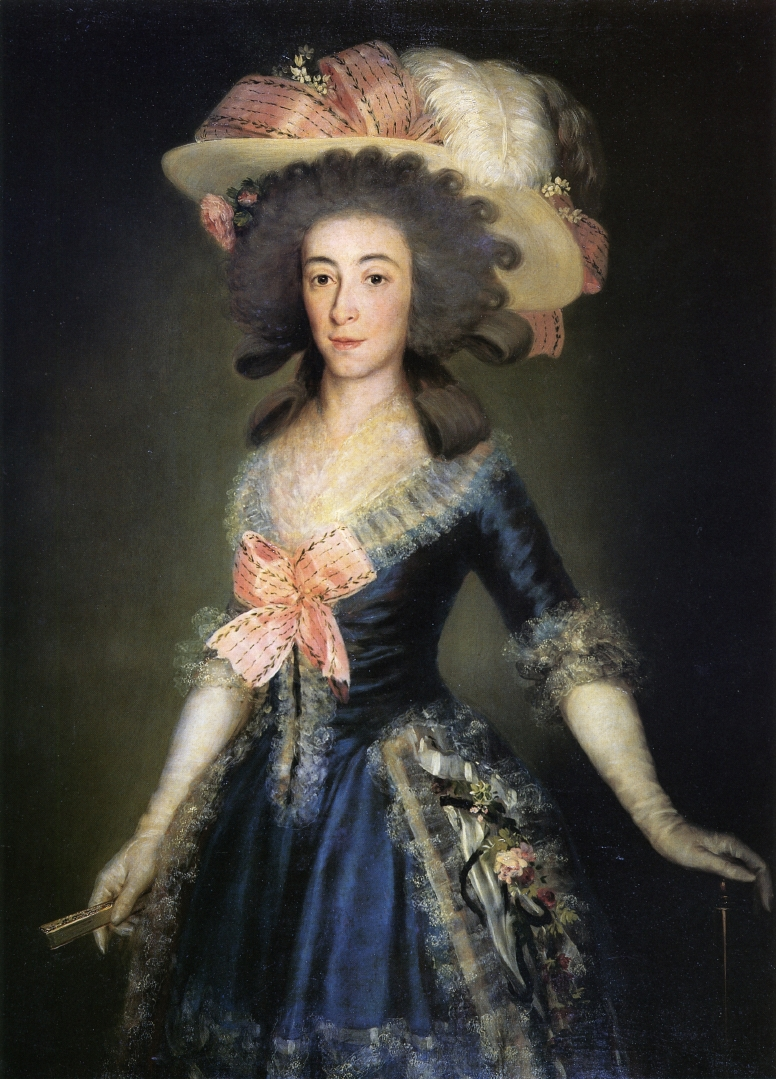
Гойя. Мария Хосефа Пиментель, 13-я герцогиня Бехар и Пласенсия

Хуан Мануэль де Суньига, 11-й герцог Бехар (1686—1747), единственный сын 10-го, продолжил семейную традицию, женившись на собственной тётке (сестре матери). Также был женат на двух кузинах, дочери 2-й герцогини Арион и 12-й герцогине Гандиа из рода Борджиа, а также на дочери герцога Фернандина. Долгое время он сохранял верность дому Габсбургов и лишь за 15 лет до смерти примирился с новыми королями Бурбонами.
Из упомянутых браков 11-го герцога потомство было только от первого — Хоакин Диего (1714-77), 12-й и последний герцог Бехар из рода Суньига-Белалькасар. Женат был трижды — на Леопольдине Лотарингской, на внучке герцога Роган-Шабо и на дочери герцога Сольферино из младшей ветви дома Гонзага. Ни от одной из жён детей у него не было. После его смерти титулы и владения рода Суньига унаследовала его ближайшая родственница в мужском колене — правнучка упомянутой выше герцогини Арион: Мария Хосефа Пиментель (1750—1834), 12-я герцогиня Бенавенте, 12-я герцогиня Аркос, 14-я герцогиня Гандиа, 9-я герцогиня Мандас, 16-я графиня де Луна.
29 декабря 1771 года в мадридской церкви Сан-Педро-эль-Реаль Мария Хосефа Пиментель сочеталась браком со своим двоюродным братом, 9-м герцогом Осуна. В результате этого союза в XIX веке герцогства Пласенсия и Бехар перешли к их потомкам из дома Тельес-Хирон.

## Графы Миранда и герцоги Пеньяранда

Замок Пеньяранда близ Бургоса

Младший сын Педро Старого по имени Диего унаследовал от отца селение Миранда-дель-Кастаньяр. Его сын женился на дочери коннетабля Кастилии, Педро Фернандеса де Веласко. Этот брачный союз вывел графов Миранда в первые ряды испанских аристократов; от него родились:
- Кардинал Иньиго Лопес де Мендоса (1476—1535), архиепископ Бургоса; его несколько лет держал в неволе английский король Генрих VIII.
- Франсиско де Суньига, 3-й граф Миранда (ум. 1536), женат на Марии из рода кастильских королевских бастардов Энрикесов. Его внучка Хуана де Суньига была замужем за адмиралом Санта-Крусом.
- Хуан де Суньига, отец нидерландского наместника Луиса де Суньига-и-Рекесенс и неаполитанского вице-короля Хуана.

Внук 3-го графа, Хуан де Суньига, граф де Пеньяранда-де-Дуэро, вице-король Неаполя (в 1586-95 гг.), ещё более возвысился после брака своего сына и наследника с дочерью могущественного в те годы герцога Лермы. Женат был на дочери старшего брата от брака с дочерью герцога Эскалона. В 1608 г. по протекции герцога Лермы ему присвоен титул герцога Пеньяранда. 

Эта ветвь рода Суньига угасла на правнуках 1-го герцога. Из них 5-й герцог не имел детей в браке со Стефанией Пигнателли (дочерью итальянского герцога Монтелеоне), а его сестра, Анна Мария де Суньига (1642—1700) вышла замуж за колониального чиновника Хуана Чавеса Ороско. Согласно брачному контракту их потомки продолжали носить фамилию Суньига: 

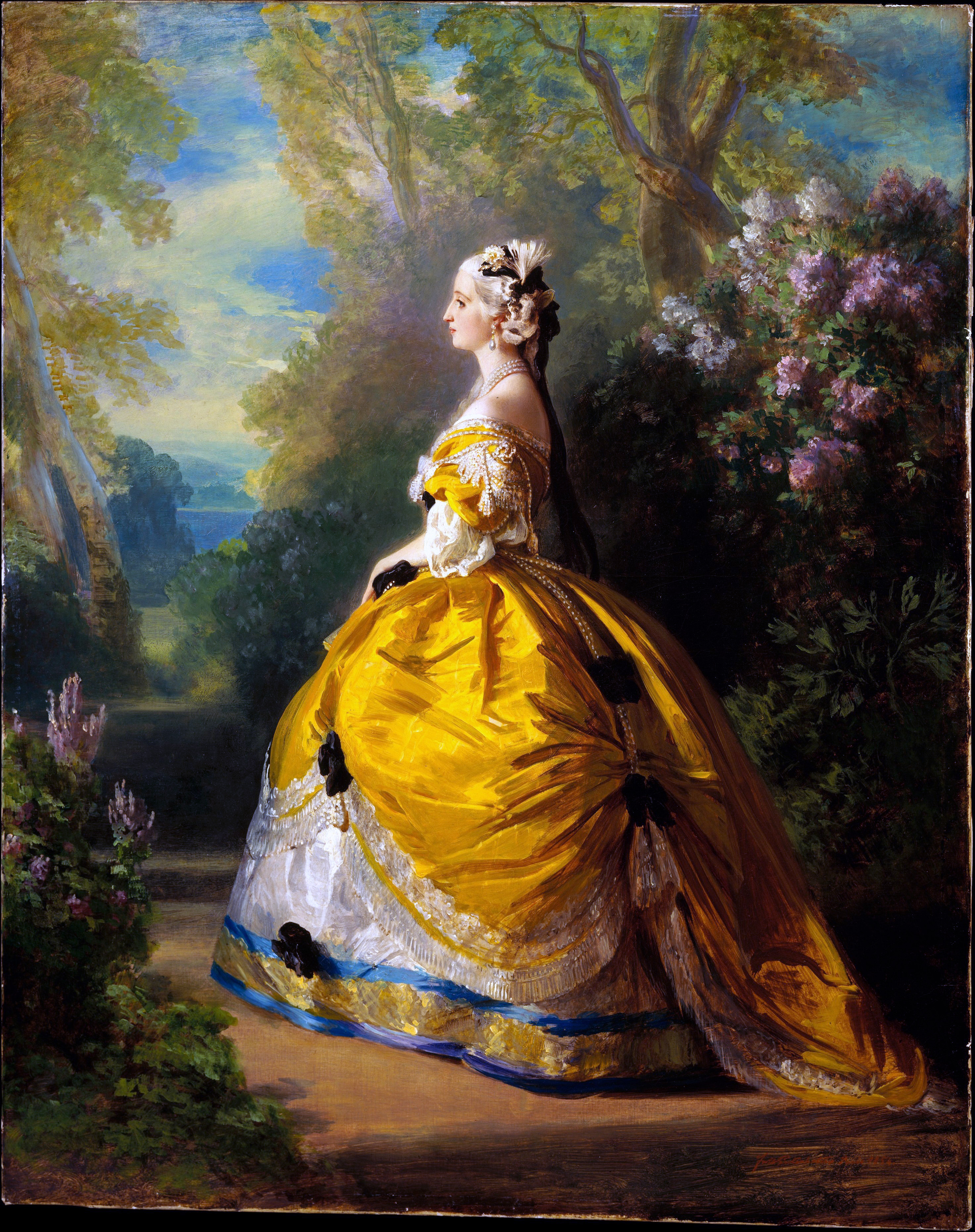
Евгения Монтихо, дочь герцога Пеньяранда, в наряде Марии Антуанетты. Художник Ф. Винтерхальтер. Музей Метрополитен, Нью-Йорк.

- Хосе Лопес де Суньига-и-Ороско (1670—1725), 9-й герцог Пеньяранда, 12-й граф Миранда; жена — Исабель Роса де Айала, дочь графа де Айала;
- Антонио де Суньига-и-Айала (1699—1765), 11-й герцог Пеньяранда, сын предыдущего; жена — Мария Тереза Хирон, дочь герцога Уседа;
- Педро де Алькантара де Суньига-и-Хирон (ум. 1790), 12-й герцог Пеньяранда, сын предыдущего; жена — Анна Мария де Веласко, дочь 11-го герцога Фриаса;
- Мария дель Кармен де Суньига-и-Веласко (ум. 1829), 13-я герцогиня Пеньяранда, дочь предыдущего, в бездетном браке с Педро Альваресом де Толедо, сыном 7-го герцога Фернандина и братом 15-го герцога Медина-Сидония (см.)

После смерти 13-й герцогини её ближайшим родственником в мужском колене оказался Сиприано Палафокс, граф Монтихо, внук Марии Хосефы де Суньига, дочери 11-го герцога Пеньяранда. Его младшая дочь Евгения — супруга последнего французского монарха. Старшая дочь вышла за герцога Альба, принеся титул и владения герцогов Пеньяранда в дом Альба.

## Графы Ньева
У наваррского короля Карла III Благородного от метрессы Марии Мигель де Эспарса было несколько незаконорожденных детей, и среди них дочь Хуана. Она была выдана замуж за Иньиго де Суньигу, сеньора де Ньева — младшего брата Педро Старшего (см. выше). Их сын Диего Лопес де Суньига, женатый на дочери графа Уэльва, был и сам пожалован графским титулом. Последней в его роду была внучка Франсиска, выданная замуж за внука 1-го графа Аро из рода Веласко. В этом браке родился Диего Лопес де Суньига, 4-й граф Ньева, который в 1561-64 гг. занимал пост вице-короля Перу.

## Графы Монтеррей

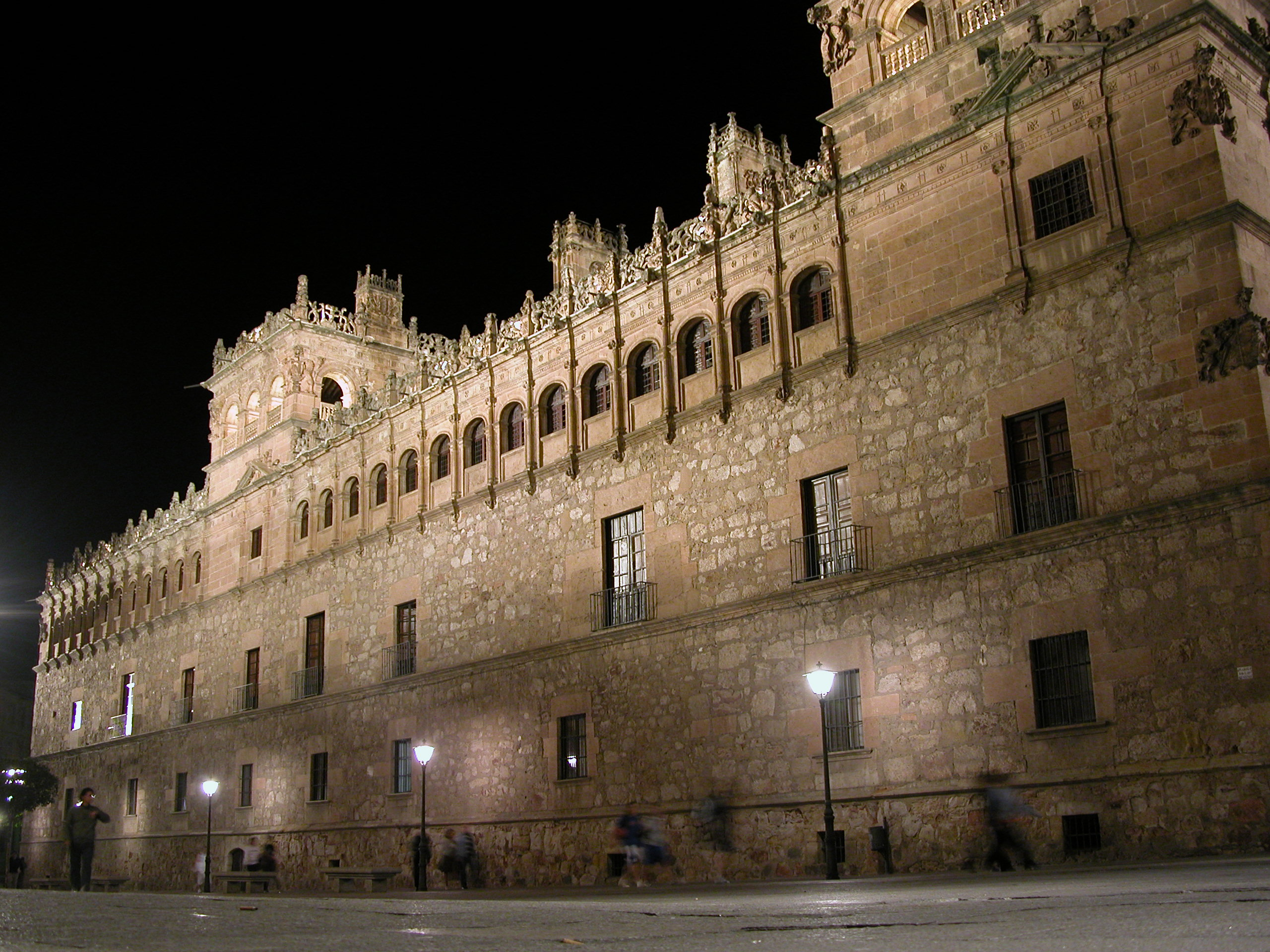
Дворец графов Монтеррей в Саламанке

Младшая ветвь дома Суньига владела городом Монтеррей в Галисии. Её последний представитель умер в 1494 году, после чего Монтеррей вместе с фамилией Суньига унаследовали потомки от брака его второй дочери с внебрачным сыном Алонсо де Асеведо, архиепископа Компостельского, титульного патриарха Александрии. Они приняли фамилию Асеведо-и-Суньига, которая позднее была сокращена до «Суньига». В этом браке был рождён 3-й граф Монтеррей, от которого происходят все последующие:
- Алонсо де Суньига, 3-й граф Монтеррей (ум. 1559), женат на дочери 2-го герцога Бенавенте.
- Херонимо де Суньига, 4-й граф Монтеррей (ум. 1563), сын предыдущего, женат на дочери старшего сына герцога Фриаса.
- Гаспар де Суньига, 5-й граф Монтеррей (1560—1606), вице-король Новой Испании (1595—1603), вице-король Перу (1604-06), его имя носит основанный при нём в Мексике город Монтеррей. Женат на дочери герцога Фриаса.
- Мария де Суньига, сестра предыдущего, замужем за графом Оливаресом; их сын — граф-герцог Оливарес, первый министр короля Филиппа IV, женат на дочери 5-го графа Монтеррея.
- Бальтасар де Суньига (1561—1622), брат двоих предыдущих, создатель испанской партии при императорском дворе, в 1618-22 глава Королевского совета, с 1619 г. первый министр, добился опалы и удаления от двора герцога Лермы.
- Мануэль де Суньига, 6-й граф Монтеррей (ум. 1637), вице-король Неаполя в 1631-37 гг.; сын 5-го графа, женат на своей кузине, сестре графа-герцога Оливареса. Брак бездетный.

На перечисленных лицах монтеррейская ветвь дома Суньига угасла. Титул графа Монтеррея наследовала внучка Бальтасара де Суньига, потом дочь её второго мужа, которая вышла замуж за Джеймса Фитцджеймса, 2-го герцога Бервика, сына знаменитого полководца. От этого брака происходят современные герцоги Альба, которые унаследовали титул и владения графов Монтерреев.